# 김기룡 (1940년)
김기룡(金基龍, 1940년 3월 28일 ~ 2017년 3월 30일)은 조선민주주의인민공화국의 언론인 겸 정치인이다. 로동신문 책임주필 겸 조선로동당 중앙위원회 위원이다. 최고인민회의 제12기 대의원이다.

## 경력
1940년 일제강점기에 량강도 혜산시에서 태어났다. 김일성종합대학을 졸업했다. 1965년 2월 로동신문 기자를 거쳐 1985년 5월 논설위원이 되었다. 1988년 9월 출판지도총국 제1부총국장, 1989년 5월에 조선중앙통신사 사장에 각각 임명되었다. 1989년 9월부터 1995년 8월까지 국가공보위 위원장을 지냈다. 또한 1991년 12월 조선로동당 중앙위원회 후보위원을 거쳐 1992년 12월 중앙위원에 선임되었다. 그리고 2000년 8월 조선중앙통신사 사장을 거쳐 2010년 1월부터 2013년 3월까지 로동신문 책임주필을 지냈다.
2010년 9월, 조선로동당 중앙위원회 위원에 선임되었다. 2012년 11월, 국가체육지도위원회 위원을 거쳐 2015년 2월 조선중앙방송위원회 제1부위원장 겸 텔레비죤 방송사 사장에 임명되었다. 2017년 3월 30일 사망했다.

## 최고인민회의 대의원
1990년 4월 최고인민회의 제9기 대의원이 되었고, 2003년 9월 제11기 대의원을 지냈다. 2009년 4월이후 제12기 대의원으로 있다.

## 수훈
1995년 10월 김일성훈장을 받았다.

## 기타
1994년 7월 김일성, 1995년 2월 오진우, 2010년 11월 조명록, 2011년 12월 김정일 사망 당시에 국가 장의위원회 위원을 맡았다.